# Sant Boi de Llobregat
Sant Boi de Llobregat (in spagnolo San Baudilio de Llobregat) è un comune spagnolo di 82 142 abitanti situato nella comunità autonoma della Catalogna.
Fa parte della cintura periferica di Barcellona, alla quale è collegata dalle rete ferroviaria del trasporto locale.
Situata nel delta del Llobregat è bagnata dallo stesso fiume.